# NGC 3456
NGC 3456 é uma galáxia espiral barrada (SBc) localizada na direcção da constelação de Crater. Possui uma declinação de -16° 01' 39" e uma ascensão recta de 10 horas, 54 minutos e 03,3 segundos.
A galáxia NGC 3456 foi descoberta em 8 de fevereiro de 1785 por William Herschel.